# Hypericum elodes
Hypericum elodes är en johannesörtsväxtart som beskrevs av Carl von Linné. Hypericum elodes ingår i släktet johannesörter, och familjen johannesörtsväxter. Inga underarter finns listade i Catalogue of Life.

## Bildgalleri

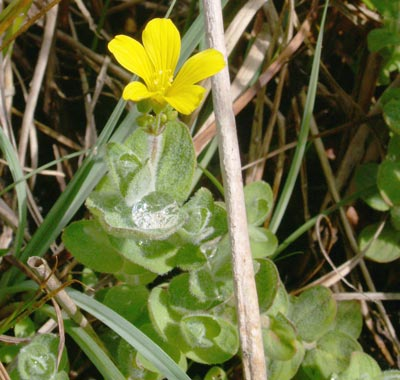
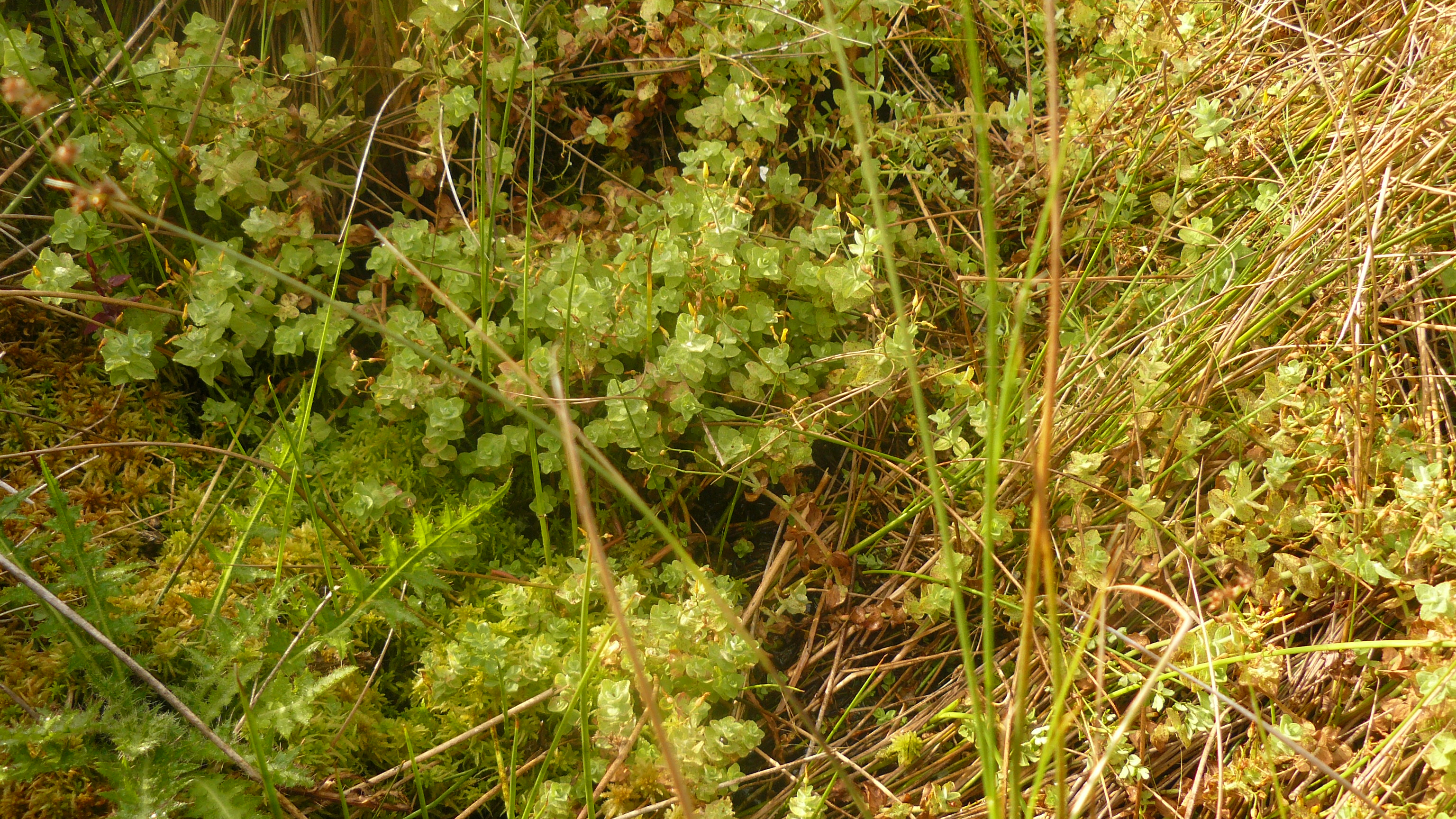
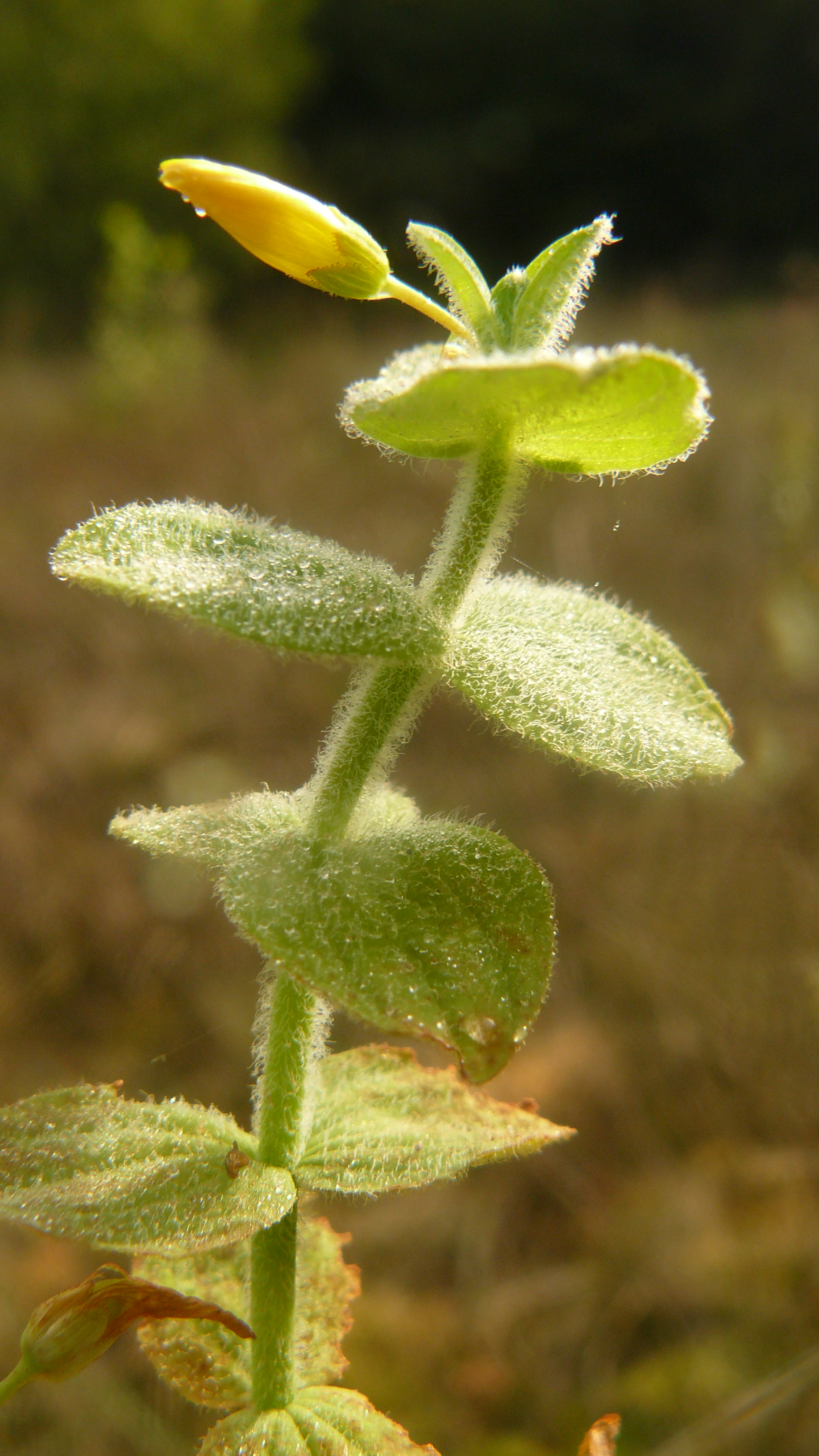
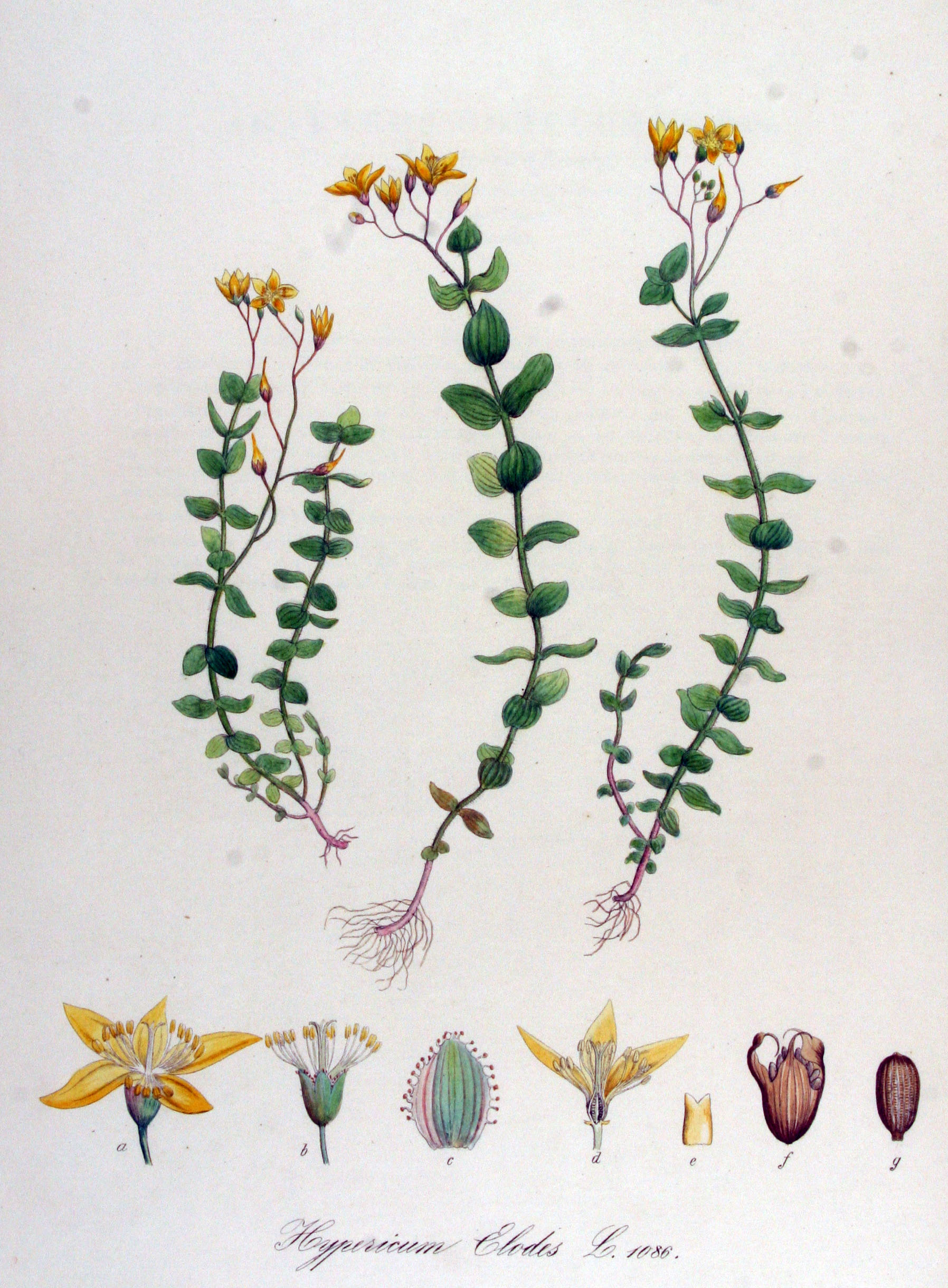
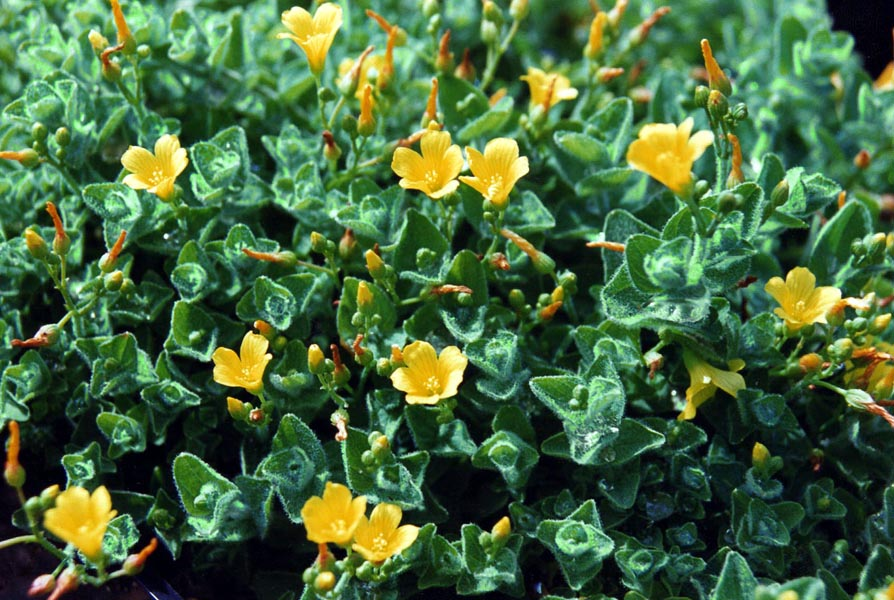